# Dan Cook
Daniel „Dan“ Cook (* 26. Oktober 1987) ist ein englischer Fußballschiedsrichterassistent.
Cook ist seit der Saison 2015/16 Schiedsrichterassistent in der englischen Premier League. Bisher war er bereits bei über 220 Ligaspielen im Einsatz. 
Seit 2019 steht er auf der Liste der FIFA-Schiedsrichter und ist bei internationalen Fußballspielen im Einsatz.
In der Saison 2019/20 war Cook erstmals bei einem Spiel in der Europa League, in der Saison 2023/24 erstmals bei einem Spiel in der Champions League im Einsatz.
Im April 2024 wurde Cook zusammen mit Stuart Burt als Schiedsrichterassistent von Michael Oliver für die Europameisterschaft 2024 in Deutschland nominiert.